# 海昌路站 (成都市)
海昌路站位于中华人民共和国四川省成都市天府新区，是成都地铁1号线和18号线的换乘车站，1号线车站于2018年3月18日启用，18号线车站于2020年9月27日启用。

## 车站概要
本站位于天府大道南段与广宁路、海昌路交汇处北侧地下，沿天府大道南段呈南北向布置。因位于临近海昌路而得名。在1号线三期工程建设期间，本站曾使用工程名“牧华路站”，在18号线建设期间，本站曾使用工程名“麓山站”。

## 车站结构
1号线车站为地下两层岛式站台车站；18号线车站全长478.2米，标准段宽度为42.8米，为地下二层双岛式车站。两线站厅水平平行布置，通过换乘通道连接。
2021年6月27日至2023年5月31日，18号线开行快线，快线在本站两侧站台停车，普线在中间站台停车，可进行快线与普线车次之间的同台换乘及緩急接續；2023年6月1日起，18号线取消快线，开行直达车，本站仅停靠普线车次，两侧站台停用，仅供直达车越行通过。
|                                  |  | 18号线直达车上行通过路轨           |
| 島式 · 開右邊车门 · 无障碍卫生间 |  |                                    |
|                                  |  | 18号线普通车往火车南站（世纪城）   |
|                                  |  | 18号线普通车往天府机场北（西博城） |
| 島式 · 開右邊车门 · 无障碍卫生间 |  |                                    |
|                                  |  | 18号线直达车下行通过路轨           |

|                   |  | 1号线往韦家碾（华阳） |
| 島式 · 開左邊车门 |  |                       |
|                   |  | 1号线往科学城（广福） |

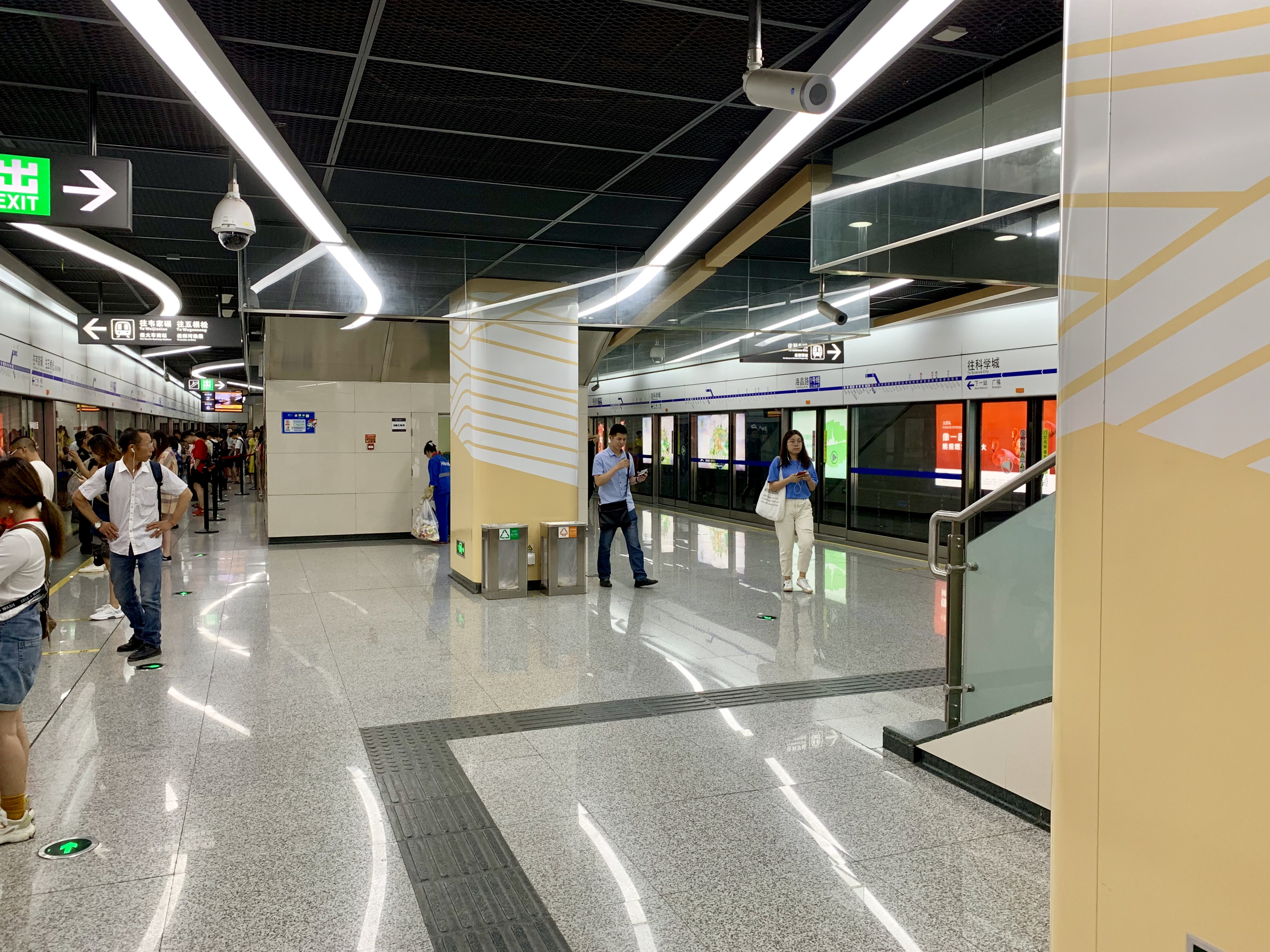
1号线站台层
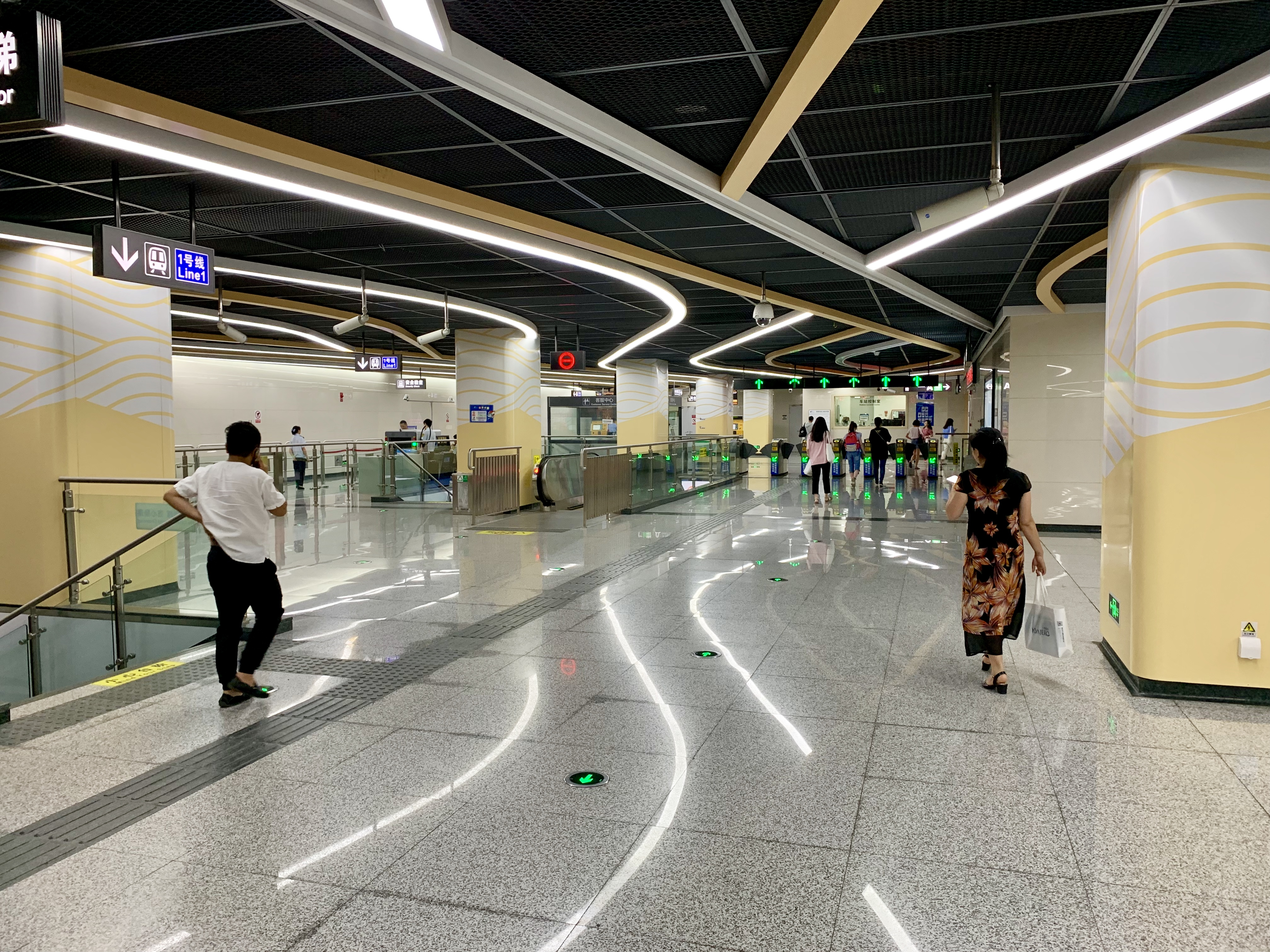
1号线站厅层
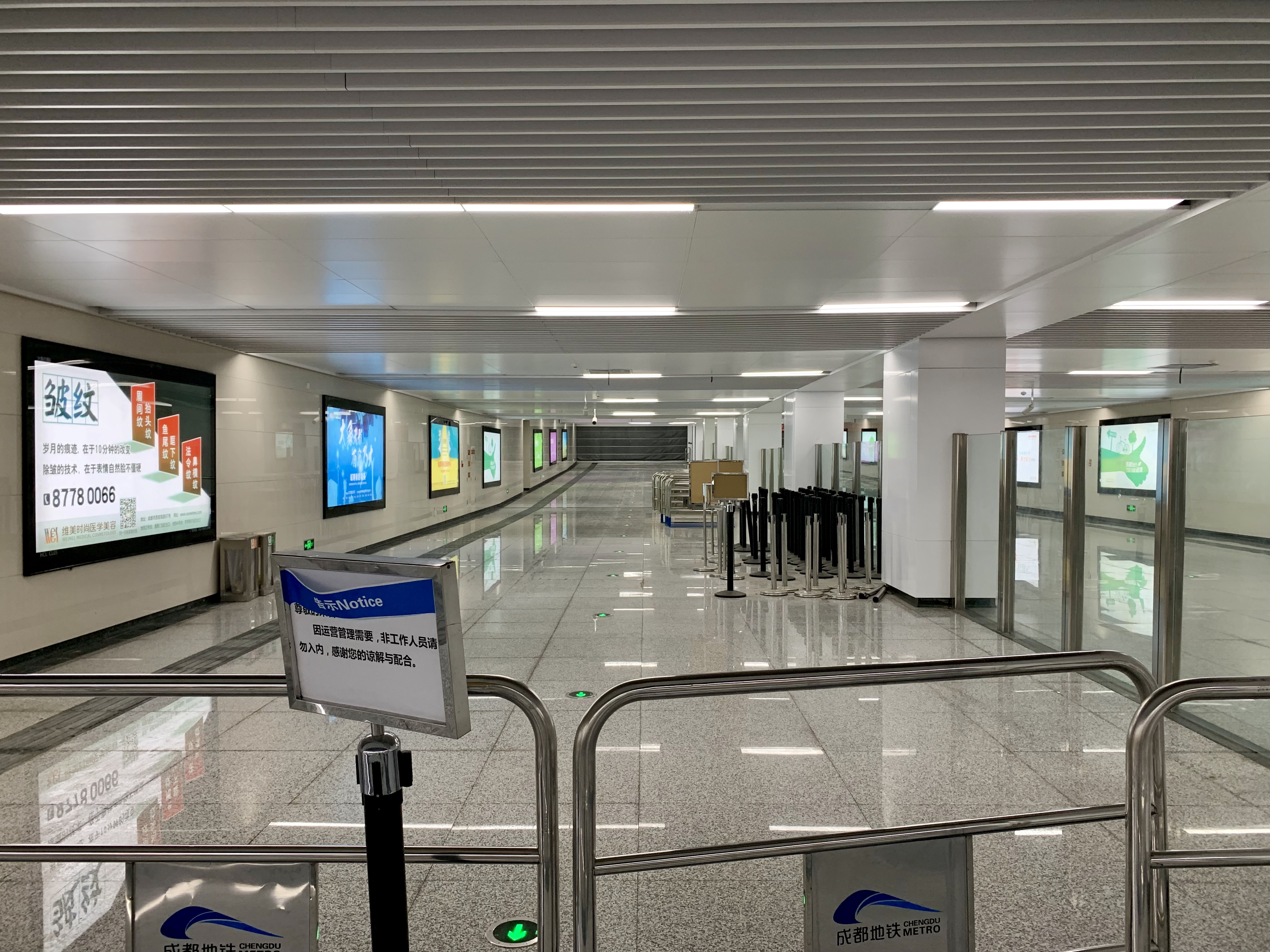
18号线尚未开通时处于预留状态的站厅换乘通道

## 内装与公共艺术
本站为1号线三期工程4座内装标准站之一。
本站延续1号线一期“一站一景”的传统，以土黄色为基础色调，以水网为设计元素，用现代简约的风格，将照明方式融入设计造型中，体现“天府新象”的设计理念。

## 出入口
本站目前开放7个出入口。
|                 |                         |                                            |      |
|                 |                         |                                            |      |
| 编号            | 设施                    | 指示                                       | 照片 |
| 连通 1号线站厅  |                         |                                            |      |
|                 | 无障碍电梯 无障碍卫生间 | 天府大道南段、天研路                       |      |
| 出口 · B        | 哺乳室                  | 天府大道南段、广宁路、天研路、华阳客运中心 |      |
| 连通 18号线站厅 |                         |                                            |      |
| 出口 · C        |                         | 天府大道南段、海昌路                       |      |
| 出口 · D · 1    | 哺乳室                  | 海昌路                                     |      |
| 出口 · D · 2    | 哺乳室                  | 海昌路、天府大道南段                       |      |
| 出口 · E        | 无障碍卫生间            | 成都海昌极地海洋公园、海洋路               |      |
| 出口 · F        | 无障碍电梯              | 天府大道南段、海洋路                       |      |

## 公交换乘
501路，502路, 503路，504路，505路，509路，510路，514路，523路，544路，G121路，T1路，T6路，T207路，T208路等。

## 历史
- 2016年9月13日，1号线车站主体结构封顶[8]；
- 2017年12月7日，18号线车站主体结构封顶[9]；
- 2018年3月18日，1号线车站启用[1]。
- 2020年9月27日，18号线车站启用。
- 2021年6月27日，18号线开行快线，本站上一站为孵化园，下一站为三岔。
- 2023年6月1日，18号线取消快线，本站不再停靠快车。